# Saint Germain (banda)
Saint Germain, estilizado St. Germain, es el alias artístico del músico y productor musical francés Ludovic Navarre. Especializado en los géneros de jazz y música electrónica, con ramificaciones en géneros como el nu jazz, al acid jazz y el house, hasta 2025 ha publicado tres álbumes con esta denominación: su primer disco, Boulevard (1995), acreditó ventas de más de 300.000 copias y del segundo, Tourist (2000), más de 3.000.000 a nivel internacional.

## Biografía
Ludovic Navarre nació en 1973 y creció en el barrio parisiense de Saint-Germain-en-Laye, hijo de un tapicero. En su juventud, su meta era ser un deportista profesional, pero a los catorce años un accidente en motocicleta lo inmovilizó durante dos años y su destino cambió por el de la música y las computadoras.
Influenciado por la música negra y fiel devoto de Lightnin’ Hopkins, vivió escuchando a Bob Marley, Miles Davis, Toots, y Kool and the Gang. Comenzó a grabar discos a comienzos de los años 90 y editó mucho material bajo diversos nombres: Sub System, Deep Contest, Deepside, L 'n' S, Soofle, y Modus Vivendi, para un gran número de sellos discográficos.

"(sobre Lightnin' Hopkins) Junto con John Lee Hooker, él es mi músico de blues favorito, sobre todo por la manera en la que toca la guitarra. Ya había utilizado un sample suyo en 1994 en una canción que titulada «Alabama Blues». Es el tema que me abrió las puertas del mercado internacional".
Ludovic Navarre (La Razón, 27 de noviembre de 2015) 

En 1994 es fichado por el sello francés de música electrónica F Communications, dirigido por Laurent Garnier y Eric Morand, quienes editan su primer Ep llamado Mezzotinto ya con el nombre de Saint Germain. Bajo el proyecto Saint Germain, precursor del French Touch, tomó el nombre para su grupo del conde de Saint Germain (1696-1784). Aunque es el líder de la banda y se encarga de la parte electrónica, también ha contado con instrumentistas para configurar las grabaciones y actuaciones en vivo.

"No he seguido nada de la electrónica de los últimos años. Aún tengo amigos de los años noventa como DJ Deep o Alex de Tokyo. Me acuerdo de cuando la expresión french touch apareció en la espalda de una chaqueta creada por el sello francés F Communications, que ponía: «We Give a French Touch to House». Nunca he estado implicado en el movimiento de clubbing, tan sólo he ejercido un par de veces como DJ de hecho; tampoco he firmado muchos remixes. En 1995 hice mi primer concierto con músicos en el escenario, lo que era algo nuevo, diferente, en el mundo de la música electrónica".
Ludovic Navarre (La Razón, 27 de noviembre de 2015) 

El primer disco de larga duración, que hizo en 1995, fue Boulevard enfocado hacia una fusión del jazz y la electrónica. El álbum fue designado como mejor disco del año en Inglaterra y nominado a los (IDMA) Dance Music Awards en Londres, compartiendo la categoría con artistas como Goldie, D’Angelo y Michael Jackson. 
En el año 2000, su segundo disco Tourist logra el reconocimiento a nivel mundial, con una equilibrada factura, donde se fusionan el jazz y el house. Editado por el sello americano Blue Note, el disco es considerado un verdadero clásico y sin lugar a dudas, la mejor pieza de la banda Saint Germain.
Según en palabras del propio Navarre: «No soy un músico, lo que domino es el ratón de la computadora. De hecho, tras Boulevard pensaba dejar la música. Pensaba ir por el camino erróneo: house hecho por un blanco».
En 2015 volvió a los escenarios en el continente europeo, después de 12 años de silencio, con un disco titulado St Germain (Parlophone) en el que se acercó a los sonidos de Mali.

"Mi estilo sería el deep house mezclado con jazz, blues o reggae y ahora con instrumentos africanos. Cuando empiezo a trabajar en una nueva canción ya sé de antemano lo que quiero, tengo siempre una visión global. En este álbum lo difícil fue unir la manera de hacer de los músicos de Mali con mis ritmos electrónicos; me tuve que adaptar a ellos"
Ludovic Navarre (La Razón, 27 de noviembre de 2015) 

En 2021 se publicó un disco de remezclas, titulado Tourist Travel Versions, en el que diferentes DJs realizaban nuevas lecturas de cuatro de las canciones más icónicas del álbum Tourist.

## Miembros
La formación de Saint Germain incluye, además de Ludovic Navarre, a los siguientes instrumentistas:
- Carneiro (percusión)
- Alexandre Destrez (piano, teclado)
- Idrissa Diop
- Edouard Labor (saxofón, flauta)
- Pascal Oshé (trompeta)
- Claudio Queiroz

## Discografía

### Álbumes
- Mezzotinto EP (1994) (Saint Germain-en-Laye)
- Boulevard (1995)
- De Detroit a Saint Germain (1998)
- Tourist (2000)
- St Germain (2015)

### Singles/EPs
como St Germain
- 1993: French Traxx EP
- 1993: Motherland EP
- 1994: Mezzotinto EP
- 1995: "Alabama Blues"
- 1996: "Muse Q The Music" (junto Shazz y Derek Bays)
- 2000: "Sure Thing" (Mejor posición: PB: #91[11])
- 2000: "Rose Rouge" (Mejor posición: FR: #97,[12] PB: #86[11])
- 2001: "So Flute"
- 2002: "Chaos"
- 2015: "Real Blues" (Mejor posición: FR: #129[12])